# Start To Rain
「Start To Rain」は、ナオト・インティライミの楽曲。21枚目のシングルとして、2018年10月24日にユニバーサルシグマから発売。

## 概要
- 前作「ハイビスカス/しおり」から約3ヶ月ぶりのシングルとなる。

- 初回限定ファンクラブ盤、初回限定盤、通常盤の3種類での発売となり、それぞれ収録内容・ジャケット写真ともに異なる。

- 全形態には、カップリング曲「Sing a song」を収録。

- 初回限定盤には、「Start To Rain」と「ハイビスカス」のMusic Videoを収録したDVDが付属。

- 初回限定ファンクラブ盤には、「Start To Rain」のジャケットメイキングを収録したDVDと限定オリジナルステッカー、2018年11月上旬から12月上旬のうちの1日に都内某所にて開催される、ナオト・インティライミ本人参加の新曲の試聴会に参加できる応募抽選参加権が付属。

## 収録曲

### CD
全作曲:ナオト・インティライミ
1. 'Start To Rain' [3:37]
  - 作詞、作曲:ナオト・インティライミ、Shane Facchinello/編曲：ナオト・インティライミ
2. Sing a song [3:16]
  - 作詞、作曲:ナオト・インティライミ、Shane Facchinello、Kevin Anyaeji / 編曲：Kevin Anyaeji、ナオト・インティライミ
  - B面だが後にリリースされるアルバム「7」の11曲目に収録される。

### DVD
※初回限定盤のみ
1. Start To Rain（Music Video）
2. ハイビスカス（Music Video）